# Санфіш-Лейк (Міннесота)
Санфіш-Лейк (англ. Sunfish Lake) — місто (англ. city) в США, в окрузі Дакота штату Міннесота. Населення — 522 особи (2020).

## Географія
Санфіш-Лейк розташований за координатами 44°52′22″ пн. ш. 93°5′13″ зх. д. / 44.87278° пн. ш. 93.08694° зх. д. (44.872673, -93.086963).  За даними Бюро перепису населення США в 2010 році місто мало площу 4,36 км², з яких 3,92 км² — суходіл та 0,43 км² — водойми.

## Демографія
Згідно з переписом 2010 року, у місті мешкала 521 особа в 183 домогосподарствах у складі 158 родин. Густота населення становила 120 осіб/км².  Було 194 помешкання (45/км²).
Расовий склад населення:
| - 94,4 % — білих - 2,3 % — азіатів - 1,2 % — чорних або афроамериканців |

До двох чи більше рас належало 1,5 %. Частка іспаномовних становила 4,8 % від усіх жителів.
За віковим діапазоном населення розподілялося таким чином: 25,9 % — особи молодші 18 років, 58,0 % — особи у віці 18—64 років, 16,1 % — особи у віці 65 років та старші. Медіана віку мешканця становила 48,0 року. На 100 осіб жіночої статі у місті припадало 99,6 чоловіків;  на 100 жінок у віці від 18 років та старших — 97,9 чоловіків також старших 18 років.
Середній дохід на одне домашнє господарство  становив 272 586 доларів США (медіана — 169 375), а середній дохід на одну сім'ю — 289 957 доларів (медіана — 174 375). За межею бідності перебувало 5,4 % осіб, у тому числі 6,7 % дітей у віці до 18 років та 1,6 % осіб у віці 65 років та старших.
Цивільне працевлаштоване населення становило 229 осіб. Основні галузі зайнятості: освіта, охорона здоров'я та соціальна допомога — 34,1 %, фінанси, страхування та нерухомість — 18,3 %, науковці, спеціалісти, менеджери — 15,3 %.